# مسجد جامع عتیق (ری)
مسجد جامع عتیق ری، مسجد جامع ری یا مسجد جامع مهدی یکی از نخستین آثار اسلامی بوده که به دست ابوعبدالله محمد مهدی پادشاه دودمان عباسی در ری به سال ۱۵۸ هجری قمری (سده دوم) ساخته شد. این بنا در دوره آل زیار، توسط مرداویج زیاری توسعه پیدا کرد. در روزگار آل بویه، این بنا در اوج آبادی بود. این بنا تا چند سده پس از آن نیز آباد بوده است.
معمار این مسجد عمار بن ابی‌الخصیب بود.
نام این مسجد در بیشتر منابع مربوط به ری آمده است. این بنا بزرگ‌ترین مسجد ری کهن بوده که امروز اثری از آن باقی نیست. در این مسجد، به گفته مقدسی در قرن چهارم هجری یک روز حنفی‌ها و روز دیگر شافعی‌ها نماز می‌خوانده‌اند.بلاذری در سده سوم هجری در باب بنای آن نقل کرده است: «جعفر بن محمد رازی برای من روایت کرد: مهدی امیرالمؤمنین در خلافت منصور به ری درآمد و شاررستان ری را که امروز مردم آنجا ساکنند، بساخت و در آن مسجد جامعی احداث کرد. این کار به دست عمار بن ابی الخصیب انجام پذیرفت. وی نام خویش را بر دیوار مسجد بنوشت و تاریخ آن را سال ۱۵۸ ضبط کرد".
گذاردن صفت عتیق به این مسجد از آن بابت است که از دیگر مساجد جامع ری، جز از مسجد نخستین، کهنه تر است. این مسجد زمانی در شمال شارستان، در مشرق ری برین و در زیر قلعه طبرک (کوه نقارخانه) واقع بوده است.